# 카자마 신지
카자마 신지는 가토우 쇼우지의 소설 《풀 메탈 패닉!》에 등장하는 등장 인물이다. 대원방송판 이름은 주인남. 성우는 노토 마미코 / 김지영 / 정명준.